# Rhodochlora bricenoi
Rhodochlora bricenoi är en fjärilsart som beskrevs av Louis Beethoven Prout 1932. Rhodochlora bricenoi ingår i släktet Rhodochlora och familjen mätare. Inga underarter finns listade.